# Spital am Pyhrn
Spital am Pyhrn est une commune autrichienne du district de Kirchdorf en Haute-Autriche.